# Вагон-салон

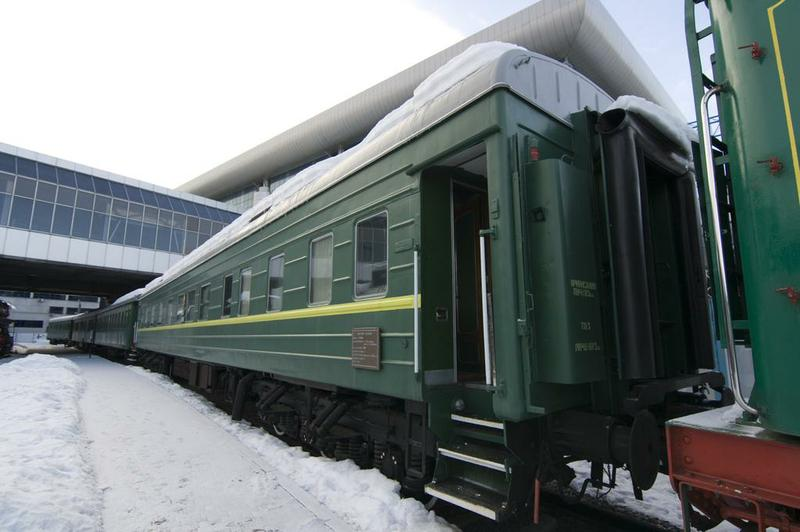
Вагони-салони різних епох на Київській виставці рухомого складу історичних локомотивів та вагонів. На передньому плані «Вагон Щербицького» (№ 70006)

Ваго́н-сало́н — спеціальний пасажирський вагон локомотивної тяги, обладнаний для поїздок важливих пасажирів — державних діячів, високопоставлених політиків, впливових бізнесменів, функціонерів залізниці та інших. Вагон-салон забезпечує найвищий рівень комфорту для головного пасажира та осіб, що його супроводжують, дозволяє не тільки відпочивати під час подорожі, але і проводити оперативні наради або працювати з документами в спеціальному кабінеті. Зазвичай у вагоні є купе головного пасажира, два купе підвищеної комфортності для супроводу, а також зала засідань або салон-бар.

## Коротка характеристика

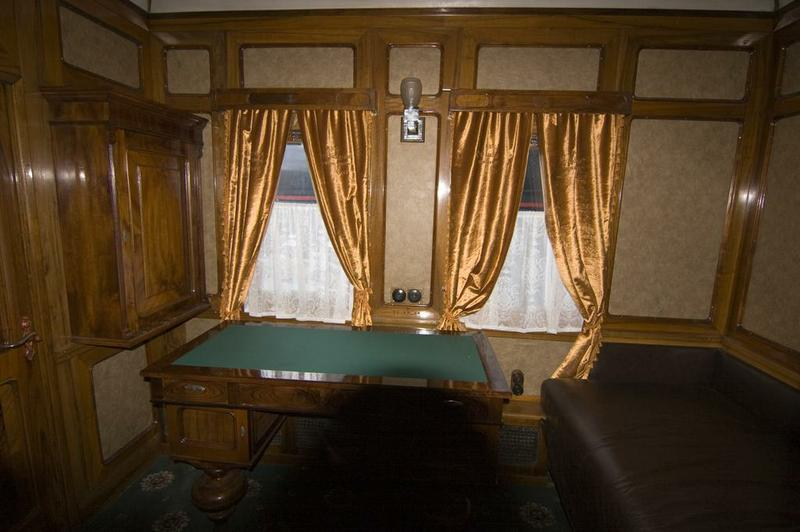
Інтер'єр кабінету. Вагон-салон № 70006

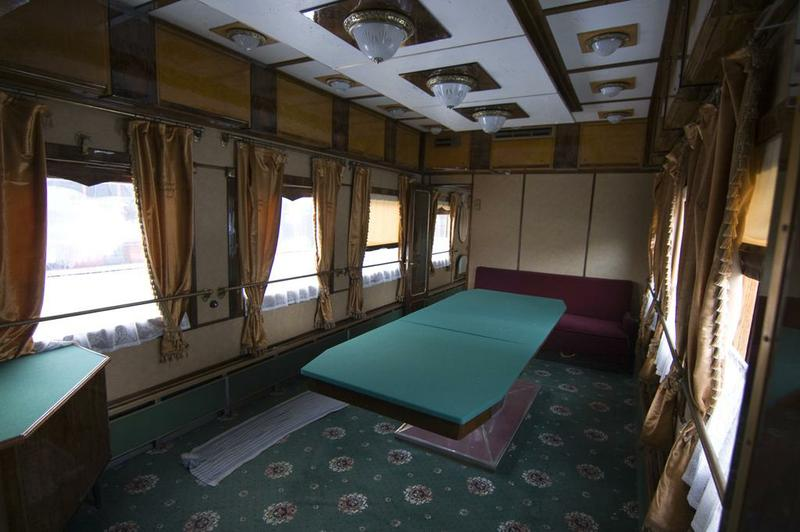
Інтер'єр салону. Вагон-салон № 70006

Функціонально приміщення вагона-салону розділені на VIP-зону і службову зону.
Для «першої особи» у вагоні-салоні передбачена простора кімната, яка поєднує комфорт готельного номера-люкс і практичність робочого кабінету: купе головного пасажира складається з просторого кабінету-спальні і туалетної кімнати. В купе-кабінеті встановлені великий диван, що трансформується у двоспальне ліжко, робочий стіл з кріслом і крісло для відпочинку, шафа для одягу. Туалетна кімната обладнується душовою кабіною, умивальним столом, унітазом.
Гостьові купе (купе референтів) підвищеної комфортності призначаються для гостей та осіб супроводу. Купе референта і гостьове купе обладнуються спальними полицями-диванами, робочими столами, шафами для верхнього одягу.
Обов'язковий атрибут вагона-салону — салон-зала засідань. Салон облаштовується великим столом для нарад зі стільцями. Може мати диван, кутову тумбу. При потребі салон трансформується в салон-бар. Тамбур, розташований поруч з салоном, обладнується як курильне приміщення.
Оздоблення вагонів-салонів зазвичай виконується з високоякісних матеріалів. Віконні рами, підвіконня, столи, двері оздоблені шпоном цінних порід дерев. Світильники класу люкс. На підлозі — килимове покриття. Купе сучасних вагонів-салонів обладнані окремими кондиціонерами. Сантехнічне обладнання працює від напірної системи гарячого та холодного водопостачання вагона. Приміщення обладнані відео- і аудіотехнікою.
До службової зони належать: велика кухня з необхідним обладнанням (варочні плити, холодильники, шафи для продуктів і посуду, мийки, сушарки тощо), купе для обслуговчого персоналу, купе відпочинку провідників, службове відділення, туалет гальмівного боку, котельне відділення.
Зазвичай вагони-салони виконуються під замовлення за індивідуальними дизайнерськими проектами на базі кузовів серійних пасажирських вагонів габариту 1-ВМ, мають типову для пасажирських вагонів ходову частину, гальмівне та автозчепне обладнання.

## Історичні вагони-салони

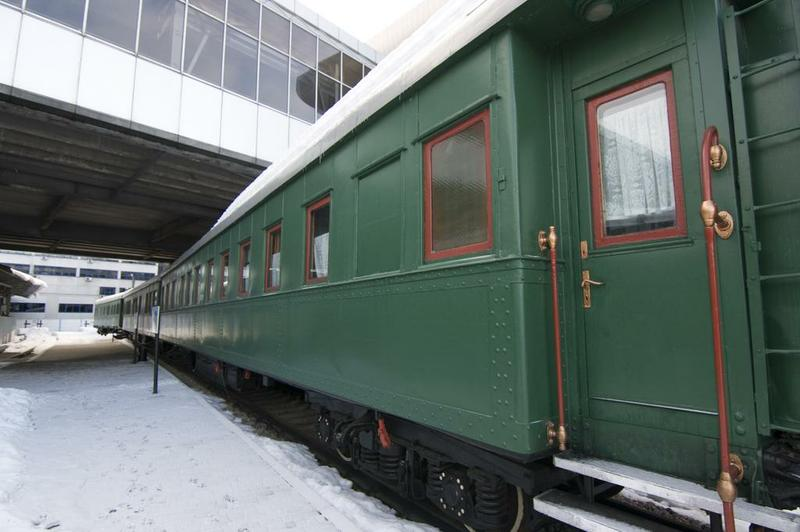
Вагон-салон № 75112 «Вагон Ворошилова» з броньованим поясом

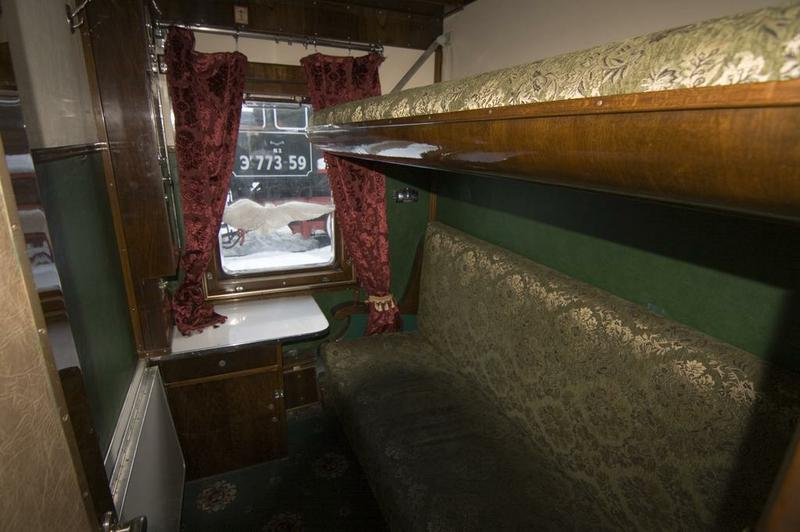
Інтер'єр купе референтів. Вагон-салон № 75112

В Україні збереглись кілька історичних вагонів-салонів різних епох, які виставлені до огляду на Київській виставці рухомого складу історичних локомотивів та вагонів:
- Вагон-салон № 70139. 6-місний вагон-салон, побудований 1910 на Magyar Vagones Gepgyar «Raba» в Угорщині. Вагон будувався за спеціальним замовленням для російського прем'єр-міністра Петра Столипіна. В цьому вагоні він востаннє приїхав до Києва 1911, де був убитий есером Богровим. В Першу світову війну використовувався як штабний вагон у складі поїзда головнокомандувача Південно-Західним фронтом генерала Брусилова. Використовувався під час боїв в Галичині та Буковині, Брусиловському прориві. Згодом вагоном користувалися міністри Тимчасового уряду Російської імперії, більшовицькі лідери — Лев Троцький, Михайло Калінін, Йосип Сталін. У 1920-х капітально відремонтований зі встановленням бронепоясу. У 1930-1940-их роках включався до літерних поїздів радянського уряду. Після Другої світової війни, на прохання начальника Південно-Західної залізниці Кривоноса, переданий Південно-Західній залізниці.
- Вагон-салон № 70303. 6-місний вагон-салон 1-ї категорії, побудований у Твері 1912 для забезпечення перевезень керівництва вищої ланки залізниці. В цьому вагоні у грудні 1918 на станції Фастів був підписаний попередній текст універсалу про об'єднання УНР і ЗУНР у соборну Україну.
- Вагон-салон № 75112. 8-місний вагон-салон, побудований у Ленінграді 1939. Призначений для перевезення державних і партійних діячів СРСР. Вважався вагоном Клемента Ворошилова. В перші дні німецько-радянської війни, під час оборони Дніпровського рубежа під Могильовом — штабний вагон маршала Ворошилова. Після війни використовувався Ворошиловим для службових поїздок і поїздок з сім'єю в Крим на відпочинок.
- Вагон-салон № 70006. 2-місний вагон-салон, побудований у Ленінграді 1957. Призначався для перевезення перших осіб ЦК КПУ. Використовувався для виїзних нарад і робочих поїздок Першим Секретарем ЦК КПУ Щербицьким та іншими партійними функціонерами вищої ланки.

В СРСР пасажирські поїзди спеціального призначення обслуговувало 12 локомотивів депо «Київ-пасажирський».

## Транспортний засіб диктаторів
Найвідомішими диктаторами, що полюбляли їздити «літерними» поїздами у спецвагонах були Гітлер і Сталін.
Вагон фюрера був просторим — крім купе Гітлера, там були окремі купе для його особистого ад'ютанта, для ад'ютанта армійського і для особистої прислуги. Була врахована пристрасть керівника Третього райху часто приймати теплу ванну, для чого в вагоні обладнали спеціальне приміщення. В одному купе був облаштований службовий кабінет фюрера. Вагон не був броньований.
Броньований салон-вагон Батька народів зберігається в Музеї Сталіна в Ґорі. У вагоні — ванна кімната, спальня, зал для засідань. У цьому вагоні Сталін їздив на конференції в Тегеран, Ялту і Потсдам. Поїзд, який віз його на Потсдамську конференцію, складався з трьох салон-вагонів і восьми звичайних спальних.
Так званий «президентський вагон», яким користувались Хрущов, Брежнєв, Андропов, Черненко, Горбачов і Єльцин, належить до серії вагонів 1-ї категорії, побудованих у 1958—1962 рр. на ленінградському заводі імені Єгорова на замовлення Микити Хрущова, досі експлуатується на Транссибірській магістралі. Енергообладнання в ньому американське, кондиціонери німецькі, щиток управління латвійський. Корпус куленепробивний, броньовані шибки важать майже 60 кг. В купе — номенклатурний комфорт: важкі фіранки на вікнах, двері й шафа з темного дерева з різьбленим орнаментом. М'яке крісло і такий же диван, який провідник ввечері за два прийоми перетворює на ліжко. Між двома купе — душова кабіна.
Персональний вагон-салон президента Російської Федерації Володимира Путіна виготовлений 1998 на секретній ділянці Тверського вагонобудівного заводу. Вагон виконаний зі спецсталі, стінки укріплені броньованими панелями, використано особливу конструкцію коліс. Усередині відділка з цінних порід дерева, малахіту і коралів. Товщина броні — 5 см. Вхідні броньовані двері розташовані посередині вагона. Купе головного пасажира — кабінет і спальня за сумісництвом, в ньому розташовані тахта, диван, вбудовані шафи, робочий стіл і тумбочка. З купе, не виходячи в коридор, можна потрапити у ванну та туалет, і далі в кімнату охорони. У разі нападу на потяг в кабінеті-спальні є запасний вихід. Він веде прямо на рейки. Вага VIP-вагона — 63 т. За всю історію СРСР і новітню історію Російської Федерації випущено сім подібних вагонів.
Лідери США і європейських держав давно відмовились від спецпоїздів. Сьогодні бронепотягами свою країною пересуваються тільки Путін та північнокорейський диктатор Кім Чен Ин.

## Сервіс вагон-салон «Укрзалізниці»
В рухомому складі «Укрзалізниці» є 11 таких вагонів (станом на 2012), на усіх залізницях. Найбільше їх на Південно-Західній — 5 одиниць, на Одеській залізниці — 2, на усіх інших по одному вагону-салону.
За часів СРСР послугами вагонів-салонів могли користуватися лише вищі партійні функціонери й державні чиновники, «Українська залізниця» пропонує таку послугу усім охочим. Їх включають до складу звичайних пасажирських потягів (традиційно в голові потяга). У 2012 найчастіше салон-вагон замовляли на Донецькій та Південно-Західній залізницях. За рік їх включали до складу потягів понад 50 разів. Найбільш популярними напрямками були Сімферополь, Київ, Москва та Львів.